# Sibling Rivalry
Sibling Rivalry («Вражда братьев») — двадцать вторая серия четвёртого сезона мультсериала «Гриффины». Премьерный показ состоялся 26 марта 2006 года на канале FOX.

## Сюжет
Напуганный, что Лоис может ещё раз забеременеть, Питер решается на вазектомию. Перед операцией он решает сдать своё семя в Банк спермы, на всякий случай. В Банке неуклюжий Питер уничтожает всю сперму, хранящуюся там, и решает восполнить недостаток собственной, чтобы никто ничего не заметил.
Девять месяцев спустя у лесбийской пары рождается ребёнок — сын Питера, Бертрам.
После вазектомии Питер теряет интерес к сексу, что, естественно, расстраивает Лоис, и от огорчения она начинает много есть, и толстеет на глазах. Питер смеётся по этому поводу над женой, но вскоре обнаруживается, что обоим по душе «секс толстяков» (fat sex). Воодушевлённый Питер пытается раскормить Лоис ещё сильнее, но всё заканчивается сердечным приступом жены, и врачи откачивают из неё лишний жир, возвращая в первоначальное состояние.
Вскоре после рождения Бертрам объявляет войну Стьюи за контроль над детской площадкой. Между малышами разворачивается битва с использованием самолётов, вертолётов и огнестрельного оружия. Чуть позднее в дело вступает биологическое оружие: Бертрам заражает Стьюи ветрянкой. В конце концов, между ними идёт дуэль на шпагах. С большим трудом Стьюи одерживает верх, а побеждённый Бертрам сбегает.

## Создание
- Автор сценария: Черри Чеваправатдумронг.
- Режиссёр: Дэн Повенмайер.
- Приглашённые знаменитости: Уоллес Шоун (в роли Бертрама) и Крис Уэдж.

## Интересные факты